# Joseph Bodin de Boismortier
Joseph Bodin de Boismortier (Thionville, Lorena, 23 de diciembre de 1689 - Roissy-en-Brie, 28 de octubre de 1755) fue un compositor francés del Barroco que escribió tanto obras instrumentales como vocales, cantatas y ballets. Fue uno de los primeros compositores que no dependían de un patrón o protector. 

## Primeros años de vida
La familia de Boismortier se trasladó desde el lugar de nacimiento del compositor, Thionville (Lorena), a la ciudad de Metz donde recibió su educación musical por Joseph Valette de Montygny, un conocido compositor de motetes.

### Matrimonio
En 1713 viajó a Perpiñán, donde se casó con Mara Valette, la hermana de un rico orfebre y pariente de su profesor Montygny. En 1724 Boismortier y su mujer se trasladan a París donde comienza su prolífica carrera de compositor.

## Vida artística
Sus primeras obras aparecen en 1724, y en 1747 había publicado más de 100 obras para diferentes combinaciones de voz e instrumentos. Su música vocal fue muy popular y se menciona que le proporcionó abundantes recursos económicos.
Boismortier fue el primer compositor francés que utilizó la forma de concierto italiano en sus seis conciertos para cinco flautas op. 15 (1727). También fue pionero dentro de la música francesa en escribir conciertos para instrumentos solistas como violonchelo, viola o fagot (1729). Mucha de su música es para flauta. Para este instrumento escribió un método actualmente perdido. Su op. 91 para clavicémbalo y flauta se inspira en la obra de Rameau “Pieces de clavecin en concerts” y está dedicado al flautista Michel Blavet. 
Una obra importante, que a menudo se interpreta actualmente, es su “Deuxieme Serenade Ou Simphonie”. Al igual que otros compositores franceses de su misma época, como Jean-Marie Leclair (1697-1764) y Rameau, vivió durante la época Rococó de Luis XV, componiendo todos ellos música de gran belleza y sofisticación que fue muy apreciada por el público francés.

## Obras principales
- Les Quatre Saisons, cantatas (1724).
- Les Voyages de l'Amour, ópera ballet (1736).
- Don Quichotte chez la Duchesse, ballet cómico (1743).
- Daphnis et Chloé, ópera ballet (1747).
- Cinquante-neuvieme Oeuvre de M.Boismortier, Contenant Quatre Suites de Pieces de Clavecin.
- Daphné (1748).
- Les Quatre Parties du Monde (1752).
- Les Gentillesses, cantatilles (pequeña cantata).
- Numerosos conciertos y cantatas.

## Discografía
- Ballets de Villages (2000) por Le Concert Spirituel bajo la dirección de Hervé Niquet (Naxos 554295)
- Sonates à deux flûtes traversières sans basse (2001) por Stéphan Perreau y Benjamin Gaspon (Pierre Verany PV 700023).
- Sonatas for flute and harpsichord, op. 91 (1994) por Rebecca Stuhr-Rommereim y John Stuhr-Rommereim (Centaur CRC 2265).
- Les Maisons de Plaisance (1999) interpretado por Wieland Kuijken y Sigiswald Kuijken (Accent ACC 99132 D)
- Daphnis & Chloe (2002) interpretado por Le Concert Spirituel bajo la dirección de Hervé Niquet (Glossa GCD 921605).
- Sonates Pour Basses (2005) interpretado por Le Concert Spirituel bajo la dirección de Hervé Niquet (Glossa GCD 921609).
- French Music for Two Harpsichords (2000) interpretado por Hervé Niquet y Luc Beauséjour (Analekta 23079)
- Don Quichotte chez la Duchesse (1997) por Le Concert Spirituel bajo la dirección de Hervé Niquet (Naxos 8.553647).

.* Don Quichotte ches La Duchesse (2015) por Le Concert Spirituel ; Hergé Niquet DVD (Alpha 711).